# تاخویت
تاخویت (به انگلیسی: Takhuit) همسر بزرگ سلطنتی فرعون پسامتیک دوم بود. دوران حکومت این دو مربوط به دودمان بیست و ششم مصر است.
او همسر پسامتیک دوم و مادر فرعون آپریس و عنخنس‌نفریب‌رع بود. با آنکه تاخویت به عنوان همسر بزرگ سلطنتی پسامتیک دوم شناخته می‌شود، زیرا دختر آنها عنخنس‌نفریب‌رع به عنوان خواهر این پادشاه ثبت شده است که از تاخویت متولد شده است.

## دفن
تاخویت در ادریبه به خاک سپرده شد. مقبره او در سال ۱۹۵۰ کشف شد. یک گور سنگی و یک اسکراب قلب در قبر او کشف شد.